# Roland Söderberg
Arrist Roland Söderberg, född 21 augusti 1922 i Södertälje, död 8 januari 1983 i Göteborg, var en svensk skådespelare. Han var från 1951 gift med Ann Gelbar-Söderberg.
Söderberg är mest känd för sin roll som Henning Löfgren i Hem till byn, men även för den som Rävfarmarn i Hedebyborna.

## Filmografi
- 1963 – Den gula bilen
- 1963 – En söndag i september
- 1963 – Adam & Eva
- 1968 – Rötter
- 1969 – Biprodukten (TV-film)
- 1970 – Endräkt (TV-film)
- 1971–1976 – Hem till byn (TV-serie)
- 1973 – Mannen som blev ensam (TV-serie)
- 1974 – Rymmare
- 1974 – Förr visste jag precis (TV-serie)
- 1976 – Predikare-Lena (TV-film)
- 1977 – Soldat med brutet gevär (TV-serie)
- 1978–1982 – Hedebyborna (TV-serie)
- 1978 – Rikedom
- 1981 – Fem dagar i december (TV-serie)
- 1981 – Tuppen

## Teater

### Roller
| År   | Roll                     | Produktion                                                              | Regi             | Teater                    |
| ---- | ------------------------ | ----------------------------------------------------------------------- | ---------------- | ------------------------- |
| 1957 |                          | Hans excellens betjänten Ladislaus Bus-Fekete                           | Lars Barringer   | Upsala-Gävle stadsteater  |
| 1957 |                          | Ett huvud kortare (La tête des autres) Marcel Aymé                      | Erling Schroeder | Upsala-Gävle stadsteater  |
| 1958 |                          | Koppla av! (You Can't Take It With You) George S. Kaufman och Moss Hart | Lars Barringer   | Upsala-Gävle stadsteater  |
| 1958 |                          | Fort Christina Alf Henrikson, Erik Lundegård och Lennart Nyblom         | Ellen Bergman    | Uppsala-Gävle Stadsteater |
| 1959 |                          | Femton snören guld Zhu Sucheng                                          | Ellen Bergman    | Uppsala-Gävle Stadsteater |
| 1961 |                          | Den farliga vänskapen Pierre de Marivaux                                | Frank Sundström  | Uppsala-Gävle Stadsteater |
| 1961 | Biskopen                 | Balkongen Jean Genet                                                    | Frank Sundström  | Uppsala-Gävle Stadsteater |
| 1962 | Georg Heinrich von Görtz | Karl XII August Strindberg                                              | Frank Sundström  | Uppsala-Gävle Stadsteater |
| 1963 | Hertigen                 | Som ni behagar William Shakespeare                                      | Frank Sundström  | Uppsala-Gävle Stadsteater |
| 1963 | Greve de Guiche          | Cyrano de Bergerac Edmond Rostand                                       | Hans Abramson    | Uppsala-Gävle Stadsteater |
| 1963 |                          | Desertören Bengt V. Wall                                                | Frank Sundström  | Uppsala-Gävle Stadsteater |
| 1980 | Avtonom Sigizmundovitj   | Fullmakten Nikolaj Erdman                                               | Ernst Günther    | Göteborgs stadsteater     |